# Ardisia albovirens
Ardisia albovirens Mez – gatunek roślin z rodziny pierwiosnkowatych (Primulaceae). Występuje naturalnie w Peru oraz Brazylii (w stanie Amazonas). 

## Morfologia
PokrójZimozielony krzew dorastający do 1,2–2 m wysokości.
LiścieBlaszka liściowa ma eliptycznie odwrotnie jajowaty kształt. Mierzy 14–25 cm długości oraz 6–7,5 cm szerokości, jest całobrzega, ma klinową nasadę i spiczasty wierzchołek. Ogonek liściowy jest nagi i ma 8–15 mm długości.
KwiatyZebrane w wiechach wyrastających z kątów pędów. Mają działki kielicha o owalnym kształcie i dorastające do 1 mm długości. Płatki są owalne i mają białozielonkawą barwę.
Gatunki podobneRoślina jest podobna do gatunku A. nigrovirens, lecz różni się od niego wielkością i kształtem blaszki liściowej.